# Leptotarsus (Aurotipula) apertus
Leptotarsus (Aurotipula) apertus is een tweevleugelige uit de familie langpootmuggen (Tipulidae). De soort komt voor in het Australaziatisch gebied.